# هاینریش سونراین
هاینریش سونراین (انگلیسی: Heinrich Sonnrein; ۲۸ مارس ۱۹۱۱ – ۳ فوریهٔ ۱۹۴۴) بازیکن فوتبال اهل رایش آلمان بود.
از باشگاه‌هایی که در آن بازی کرده‌است می‌توان به اشاره کرد.
وی همچنین در تیم ملی فوتبال آلمان بازی کرده‌است.